# Göteborgs universitets studentkårer
För den tidigare studentkåren GUS, se Göteborgs Universitets Studentkår.
Göteborgs universitets studentkårer, GUS, är samarbetsorganet mellan studentkårerna vid Göteborgs universitet. Organet bildades 1994 efter att samarbetet mellan dåtidens studentkårer stärkts. Fram till år 2000 hette organet Studentkommittén vid Göteborgs universitet.
Idag är alla fyra studentkårer vid Göteborgs universitet anslutna till Göteborgs universitets studentkårer, som representerar de drygt 60 000 studenterna vid lärosätet.
Göteborgs universitets studentkårer var fram till  den 1 juli 2024 huvudman för tidningen Götheborgske Spionen

## Verksamhet
Göteborgs universitets studentkårers verksamhet består av flera delar.

### Utbildningsbevakning
Göteborgs universitets studentkårer bedriver utbildningsbevakning i samt utser studentrepresentanter till alla universitetsövergripande organ. GUS ansvarar också för utbildningen av studentrepresentanter och studentarbetsmiljöombud i alla studentkårer och anordnar mötesplatser för dessa kåraktiva. Dessutom representerar GUS presidium lärosätets studenter i universitetsledningen, internationellt och i europauniversitetet EUTOPIA. 

### Ombudsverksamhet
Hos Göteborgs universitets studentkårer arbetar flera student- och doktorandombud. De hjälper studenter och doktorander som hamnat i kläm hos universitetet, upplever att de är orättvist bemötta eller blivit förda till disciplinnämnden. Det var Göteborgs universitets studentkårer som genom FFS (Nu Göta studentkår) var först i Sverige med studentombud, då under namnet utbildningssekreterare.

### Akademiska högtider
Det är Göteborgs universitets studentkårers ordförande och vice ordförande som vid officiella sammanhang representerar alla studenter vid Göteborgs universitet. Varje år väljer organet också två övermarskalkar och en härold som på uppdrag av GUS arbetar vid sektionen för akademiska högtider hos lärosätet. De samordnar studentmedverkan och GU:s fanborg under de akademiska högtiderna samt leder ceremonierna.
Varje år utser GUS jury och vinnare av Gunnar Svedbergs pris. Priset fastställs av universitetsstyrelsen och går till en student som verkat för studenternas bästa samt ökat samverkan mellan studenter från olika håll på universitetet. Priset delas ut under universitetets doktorspromotion.
Det är genom GUS som universitetets valborgsfirande arrangeras av studentkårerna. Varje studentkår har sina egna traditioner men gemensamt är paraden från Götaplatsen till Trädgårdsföreningen som sedan följs av tal från ordförande och rektor samt sång från kårernas körer.

## Presidielängd[5]
| 2025/26         |                                      | Petrus Hagby                      |        | Agnes Nyberg                           |      |                                       |
| 2024/25         |                                      | Hampus Haugland                   |        | Oscar Bresin                           |      |                                       |
| 2023/24         |                                      | Hampus Haugland (från 26 januari) |        | Walid Ali (från 26 januari)            |      |                                       |
| 2023/24         |                                      | Alice Linden (till 31 december)   |        | Klara Johansson (t.f. till 25 januari) |      |                                       |
| 2022/23         |                                      | Elina Falsafi Tonekaboni          |        | Emil Berglind                          |      |                                       |
| 2021/22         |                                      | Arvid Danielsson                  |        | Daniel Johansson                       |      |                                       |
| 2020/21         |                                      | Karl Kilbo Edlund                 |        | Julia Nyberg                           |      |                                       |
| 2019/20         |                                      | Elin Gunnarsson (från 23 mars)    |        | Julia Nyberg (från 23 mars)            |      |                                       |
| 2019/20         |                                      | Raymond Samo (till 22 mars)       |        | Elin Gunnarsson (till 22 mars)         |      |                                       |
| 2018/19         |                                      | Nora Myrne Widfors                |        | Sara Gabrielsen                        |      |                                       |
| 2017/18         |                                      | Elinor Alvesson                   |        | Lina Dahlin                            |      |                                       |
| 2016/17         |                                      | Lina Olofsson                     |        | Simon Ivarsson                         |      |                                       |
| 2015/16         |                                      | Åsa Hansson                       |        | Caroline Fällgren                      |      |                                       |
| 2014/15         |                                      | Mathilda Johansson                |        | Per Haglund                            |      |                                       |
| 2013/14         |                                      | Simon Persson                     |        | Linda Boström                          |      |                                       |
| 2012/13         |                                      | Mikael Benserud                   |        | Tobias Olausson                        |      |                                       |
| 2011/12         |                                      | Nathalie Norberg                  |        | Eva Jonson                             |      |                                       |
| 2010/11         |                                      | Christina Dackling                |        | Linn Raninen                           |      |                                       |
| 2009/10         |                                      | Klara Gustavsson                  |        | Christina Dackling                     |      | Martin Thulin                         |
| 2008/09         |                                      | Susanne Persson                   |        | Fabian Lundgren                        |      |                                       |
| 2007/08         |                                      | Caroline Öhman                    |        | Maxim Fris                             |      |                                       |
| 2006/07         |                                      | Caroline Öhman                    |        | Moa Neuman                             |      |                                       |
| 2005/06         |                                      | Mikael Gustafsson                 |        | Caroline Öhman                         |      |                                       |
| 2004/05         |                                      | Mari Nilsson                      |        | Mikael Gustafsson                      |      |                                       |
| 2003/04         |                                      | Johanna Dahlin                    |        | Jesper Åström                          |      | Mikael Gustafsson (till 3 februari)   |
| 2002/03         |                                      | Adrian Nählinder                  |        | Johanna Matsson                        |      | Anna Sjölin                           |
| 2001/02         |                                      | David Eskilsson                   |        | Daniela Ölmunger                       |      | Gunnar Lindblom                       |
| 2001/02         |                                      | Kajsa Granelli (från 1 januari)   |        | Lars äng (från 1 januari)              |      | David Eskilsson (från 26 september)   |
| 2001/02         |                                      | Ida Kileskog (till 31 juli)       |        | Emma Dahlén (till 31 december)         |      | Fredrik Lindqvist (till 12 september) |
| vt 2000         |                                      | Poly Gallardo                     |        | Helena Salomonson                      |      | Fredrik Pellmé                        |
| 1999            |                                      | Jonas Karlsson                    |        | Jens Christian Berlin (från 25 maj)    |      | Helena Salomonson (från 1 augusti)    |
| 1999            | Karin Röbäck (till 31 juli)          | Jonas Karlsson                    |        | Jens Christian Berlin (från 25 maj)    |      |                                       |
| 1998            |                                      | Karin Röbäck                      |        | Jonas Nilsson                          |      | Jonas Karlsson (från 12 oktober)      |
| 1998            | Theodor Bjursell (till 14 september) | Karin Röbäck                      |        | Jonas Nilsson                          |      |                                       |
| 1997            |                                      | Peter Nordstrand                  |        | Annika Pelland                         |      | Jonas Nilsson                         |
| 1996            |                                      | Peter Lidhardt                    |        | Annika Hult                            |      | Daniel Stinzing                       |
| 1995            |                                      | Sophia Kaså                       |        | Fredrik Andersson                      |      | Peter Nordstrand                      |
| 1994            |                                      | Kalle Larsson                     |        | Katikka Gasper                         |      | Niklas Thulin                         |
| Kårtillhörighet |                                      |                                   |        |                                        |      |                                       |
|                 |                                      | FFS                               |        | Göta                                   |      | Haga                                  |
|                 | HHGS                                 |                                   | HVS    |                                        | JHG  |                                       |
|                 | Konst                                |                                   | MFG    |                                        | SAKS |                                       |
|                 | SLUG                                 |                                   | StuMuG |                                        |      |                                       |

## Medlemskårer
- Göta studentkår (Göta)
- Handelshögskolans i Göteborg studentkår (HHGS)
- Konstkåren (Konst)
- Sahlgrenska akademins studentkår (SAKS)
- Göteborgs universitets doktorandkår (GUDK)